# Tiro com arco nos Jogos Pan-Americanos de 1979
As competições de tiro com arco nos Jogos Pan-Americanos de 1979 foram realizadas em San Juan, Porto Rico. Esta foi a primeira edição do esporte nos Jogos Pan-Americanos. 

## Masculino

### Recurvo individual
| POSIÇÃO | NOME                  |
| ------- | --------------------- |
|         | Rodney Baston (USA)   |
|         | Darrell Pace (USA)    |
|         | Stan Siatkowski (CAN) |

### Recurvo por equipes
| POSIÇÃO | NOME               |
| ------- | ------------------ |
|         | USA Estados Unidos |
|         | CAN Canadá         |
|         | MEX México         |

## Feminino

### Recurvo individual
| POSIÇÀO | NOME                   |
| ------- | ---------------------- |
|         | Lynette Johnson (USA)  |
|         | Carol Strausburg (USA) |
|         | Joan McDonald (CAN)    |

### Recurvo por equipes
| POSIÇÃO | NOME               |
| ------- | ------------------ |
|         | USA Estados Unidos |
|         | CAN Canadá         |
|         | BRA Brasil         |

## Quadro de medalhas
| Posição | Nação              |   |   |   | Total |
| ------- | ------------------ | - | - | - | ----- |
| 1       | USA Estados Unidos | 4 | 2 | 0 | 6     |
| 2       | CAN Canadá         | 0 | 2 | 2 | 4     |
| 3       | BRA Brasil         | 0 | 0 | 1 | 1     |
|         | MEX México         | 0 | 0 | 1 | 1     |
| Total   | Total              | 4 | 4 | 4 | 12    |